# Falsion
Falsion (ファルシオン?, Farushion) è un videogioco sparatutto su binari in 3D sviluppato e pubblicato dalla Konami per il Family Computer Disk System nel 1987. È uno dei pochi giochi compatibili con il Famicom 3D System.

## Trama
La storia del gioco viene spiegata al giocatore solo attraverso il manuale di istruzioni. Nell'universo del gioco, l'umanità ha colonizzato la maggior parte dei pianeti della nostra galassia, la Via Lattea, e sta ora cercando di espandere questo dominio utilizzando una tecnologia di spostamento sperimentale chiamata "Hyperzone Drive". Tuttavia, una razza di alieni che già possiede questa tecnologia sta invadendo i pianeti molto rapidamente, avvicinandosi al sistema solare. Gli invasori attaccano la colonia umana su Plutone e la conquistano senza troppe difficoltà, visto che gli umani non hanno la tecnologia necessaria per difendersi.
L'organizzazione umana responsabile per il programma spaziale, la "United Space Force", decide di utilizzare l'ancora mai testato "Hyperzone Drive" per mandare delle navicelle ad attaccare direttamente l'esercito di alieni invasori. Tuttavia, la nuova tecnologia si dimostra difficile da controllare, e solo una delle navicelle sopravvive al viaggio: quella del protagonista, chiamata Falsion. La storia del gioco narra dell'attacco del Fasion alle forze aliene e della sua vittoria contro la nave madre aliena, chiamata "Gigantos", che costituisce il boss finale del gioco.

## Modalità di gioco
Il videogioco è uno sparatutto nel quale il giocatore controlla i movimenti di una navicella spaziale, chiamata Falsion, che deve al contempo sparare alle navi nemiche e cercare di evitare i loro attacchi. L'obiettivo del gioco è quello di sopravvivere fino alla fine del livello, che va avanti da solo, e sconfiggere il boss per andare al livello successivo, finché non si sconfigge il sesto e ultimo boss.
In maniera simile a quanto avviene in giochi come Space Harrier e Star Fox, la prospettiva del giocatore è in terza persona, dietro alla navicella, mentre questa va avanti. Nemici, proiettili e ostacoli sembrano volare verso la navicella spaziale. I nemici possono essere attaccati sparando con un'arma a raggi, a fuoco rapido, o con dei missili a ricerca di calore, questi ultimi in quantità limitata. I potenziamenti che appaiono casualmente sullo schermo possono essere raccolti dal giocatore e aumentano la velocità della nave oppure riportano al massimo la quantità di missili a disposizione. Per sopravvivere il giocatore deve evitare di venir colpito dagli ostacoli e dai nemici o dai loro attacchi. Il giocatore può anche distruggere questi nemici, che comprendono altre navicelle spaziali, meteoriti e robot.

## Critica e influenza
Il gioco ricevette recensioni miste. Atari HQ ne lodò la fluidità e definì la modalità 3D una fantastica esperienza, aggiungendo che il gioco è da acquistare assolutamente. Un altro recensore invece trovò la percezione della profondità disorientante e, nonostante abbia lodato la colonna sonora del gioco e abbia detto che si tratta del miglior gioco per Famicom 3D System, restava comunque fastidioso da giocare.
La navicella "Falchion β" di Gradius Gaiden, un altro videogioco sparatutto pubblicato dalla Konami, è basata sulla protagonista di questo gioco, la Falsion.